# 13806 Дармстронґ
13806 Дармстронґ (13806 Darmstrong) — астероїд головного поясу, відкритий 8 грудня 1998 року.
Тіссеранів параметр щодо Юпітера — 3,268.